# 帕德雷阿巴德省
帕德雷阿巴德省（西班牙語：Provincia de Padre Abad），是秘魯的省份，位於該國東部烏卡亞利大區，首府是阿瓜伊蒂亞，面積8,822平方公里，2005年人口44,310，人口密度每平方公里5.0人。